# Преображенье (Тамбовская область)
Преображе́нье (бывш. Бабино) — посёлок в Рассказовском районе Тамбовской области России. Входит в состав Верхнеспасского сельсовета.

## История

### XVIII век
Село Преображенье упоминается в 1745 году в переписной книге второй ревизской сказки как деревня Бабина, Вотчина тайного советника Петра Иванова. Всего в деревне в этот период числилось 40 мужских душ дюровых и крепостных крестьян помещика Бабина. Эти крестьяне и были первоселенцами села, основанного крепостными в 1745 году. Название «Преображенское» встречается в период третьей ревизии — в 1762 году. В этот период в селе жили крестьяне майора Михаила Бабина.

### XIX век
После Отмены крепостного права в России помещик Бабин собрал крестьянский сход и крепко всех поблагодарил за годы, прожитые вместе. Барин раздал часть своей земли крестьянам и накрыл столы для пира. У своих бывших крепостных он спросил, что они желают себе в подарок: денег каждой семье, новые избы, мощеную дорогу, школу или больницу? Селяне ответили, что не надо им ни денег, ни дороги, но если барин пожелает, пусть новую церковь в селе выстроит, да такую, чтобы ни у кого из соседей похожей не было, а то старая-то уж покосилась и обветшала совсем (предыдущая деревянная церковь была построена ещё в 1768 году). Бабин просьбу крестьян выполнил и в 1867 году строит каменную церковь, освященную в честь Преображения Господня. Новый храм получил название Спаса Преображенья, который и дал сегодняшнее имя селу. Церковь была очень качественная. Такие храмы только в городах строили, в соседних селах ничего похожего не было. В церкви каждый кирпич в ней что-то означал. Диаметр у основания купольной части 8 метров. Купол выполнен без перекрытий, только из кирпича. Настоятелем церкви стал священник Дмитровского храма села Дмитриевского (Кобылинки) Николай Михайлович Боков, к которому новая церковь была приписана. Церковные службы в Преображенском проводил священник Павел Федорович Беневольский. Церковным старостой выбрали крестьянина Шабунина.
Позже рядом с церковью выстроили в камне церковно-приходское трехклассное училище, в котором работал учителем отец писателя Сергеева-Ценского. Состав на 1913 г: законоучитель священник, Аристрах Павлович Ветров, попечитель дворянин Василий Павлович Берг, учительница Валентина Архистраховна Ветрова. После установления Советской власти школа была переименована в Мичуринскую начальную школу. Эта школа просуществовала до начала 1970-х годов, впоследствии закрылась, всего она насчитывала 4 класса.

Так описывается село в 1911 году:
Церковь каменная, теплая, построена в 1867 году. Престол один, в честь Преображения Господня. Приход открыт более 100 лет тому назад. Дворов 115, душ муж. п. 348, жен. п. 353, великороссы, земледельцы, имеют от 24 саж. до 1 дес. 5 саж. на душу во всех трех полях.
В приходе одна деревня Усть-Кензарь, Князево тож, 75 двор, 210 душ муж. п. 215 жен. п., в трех верстах от церкви; мелкий хутор г. Сорокина в 3 вер. от церкви. Река Нару-Тамбов. Школа церковно-приходская, одноклассная, смешанная. Опись церковного имущества имеется. Штат: священник и псаломщик. У причта 1 дес усадебной и 36 дес. полевой земли, последняя в одном месте, в 4 вер. от церкви, малоплодородна. Земля дает годового дохода 360 руб.
Братский доход 350—450 руб. в год. Причт получает казенное пособие: священник 300 руб. и псаломщик 100 руб в год. Причтовый капитал 500 руб. Церковные дома: у священника каменный (10х18 кв. арш.), у псаломщика деревянный (7х12 кв.арш.). Приход от ст. «Сампур» Ряз.-Ур. ж.д. 4 вер., больницы 4 вер., волост. Правл. в с. Княжеве (ближайший соседний приход) 4 вер., благочинный в 12 вер., от г. Тамбова 35 вер.

Адрес: для телеграмм — ст. Сампур-Сатино, для корреспонденции — Княже-Богородицкое волостное правление. Земский начал. 3 уч., пристав 3 стана Тамбовского уезда.
Административно входило в состав Княже-Богородицкой волости Тамбовского уезда.

### XX—XXI век
В 1920-е церковь разрушили и осквернили. Рядом с крестом фрагменты надгробных памятников. Около церкви было кладбище уважаемых людей села. Большую часть памятников население растащило для хозяйственных нужд. Что стало с этими остатками могил захоронения неизвестно. Около северной стены церкви в траве лежат малые остатки этого кладбища, часть мраморного памятника с надгробия помещика села Бабина Н. А. Неподалеку, в зарослях терна находится памятник с могилы барона Ивана Карловича Притвица.
В годы СССР село было преобразовано в поселок.
Посёлок был полностью электрифицирован в начале 1960-х годов.
В 1950 — 60 годы в Советском Союзе происходило укрупнение колхозов и село вместе с сёлами Коптево и Усть — Кензарь образовали колхоз имени 22 партсъезда с центральной усадьбой в селе Коптево. До этого в селе был колхоз имени Мичурина.

## Население
| 2010 |
| ---- |
| 14   |

В 1745 году в деревне проживало — 40 жителей мужского населения.
В 1762 году в селе проживало — 122 жителя.
В 1867 году в селе проживал — 701 житель.
В 1911 году в селе проживало —720 жителей.
В 1926 году в селе проживало — 192 жителя.
В 2002 году в посёлке проживало — 32 жителя.
В 2010 году в посёлке проживало — 14 жителей.

## Известные жители
В селе родился Сергей Николаевич Сергеев-Ценский (1875—1958) — русский советский писатель. Лауреат Сталинской премии первой степени (1941). Академик АН СССР (1943).
Существует версия, что жена Александра Пушкина, Наталья Николаевна Гончарова недолгое время жила в Преображенье и крестилась там. Но, до конца этот вопрос ещё не выяснен.